# のん (女優)
のん（1993年〈平成5年〉7月13日 - ）は、日本の俳優、ファッションモデル、歌手、芸術家、YouTuber。本名および旧芸名は能年 玲奈（のうねん れな）。兵庫県神崎郡神河町出身。株式会社non、および音楽レーベル「KAIWA （RE）CORD」代表。

## 略歴
2006年、第10回ニコラモデルオーディションでグランプリを獲得し、2010年まで専属モデルを務めた。当初は本名「能年 玲奈」で活動していた。2013年のNHK連続テレビ小説『あまちゃん』でヒロインを演じる。2014年の主演映画『ホットロード』で第38回日本アカデミー賞新人俳優賞を受賞。
2016年7月より女優・創作あーちすと「のん」として活動（改名の詳細は「芸名・肩書」に後述）。アニメ映画『この世界の片隅に』で主人公・すず役を務め、第38回ヨコハマ映画祭審査員特別賞を受賞。2020年11月、映画『私をくいとめて』で第30回日本映画批評家大賞主演女優賞を受賞。2022年公開の主演映画『Ribbon』では自ら脚本・監督を務め、新人監督に贈られる2022年度「新藤兼人賞」の最終選考10名にノミネートされた。
2020年のジャパンSDGsアクション発足に伴い、SDGs people 第1号に選定された（運営：ジャパンSDGsアクション推進協議会）。
2023年7月13日、30歳の誕生日に、「のん」への改名の際に名乗った肩書「女優・創作あーちすと」を「俳優・アーティスト」に改める。
2024年、第16回 伊丹十三賞を受賞し、9月6日、都内で行われた贈呈式に参加。

## 俳優活動

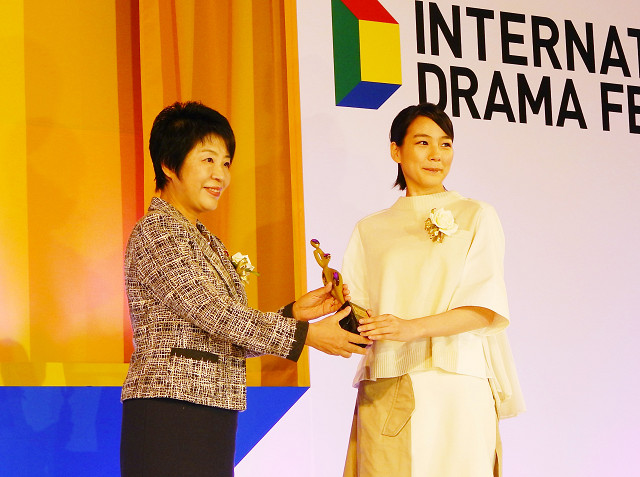
2013年、東京ドラマアウォード授賞式にて、主演女優賞を受賞

2010年、映画『告白』で俳優デビュー。2012年7月、NHK連続テレビ小説『あまちゃん』のオーディションを受けヒロイン・天野アキ役に選ばれた。「憧れのアイドル」として薬師丸ひろ子を挙げていて、この劇中で薬師丸演じる「大女優・鈴鹿ひろ美」と映画共演を果たした。
2013年、『あまちゃん』により東京ドラマアウォード2013 主演女優賞を受賞、劇中のセリフ「じぇじぇじぇ」は2013年新語・流行語大賞の年間大賞を受賞した。第64回NHK紅白歌合戦では紅白PR大使を務め、『あまちゃん』特別編と題した企画ステージに出演した。
映画賞の初受賞は、2012年11月公開の映画『カラスの親指』により第37回報知映画賞新人賞。2014年、映画『グッモーエビアン!』および『あまちゃん』によりエランドール賞新人賞を受賞。8月公開の主演映画『ホットロード』で第38回日本アカデミー賞新人俳優賞を受賞。
2016年公開の映画『この世界の片隅に』で、片渕須直監督からの「のんさん以外のすずさんは考えられない」との熱烈なオファーにより、主人公・すずの声を演じて劇場アニメ初主演。実写映画を対象とする映画賞においても、第38回ヨコハマ映画祭審査員特別賞、第31回高崎映画祭ホリゾント賞、2016年度全国映連賞女優賞を受賞している。さらに第29回東京国際映画祭の特別招待作品として上映。制作チームは第65回菊池寛賞を受賞した。
2018年のLINE NEWSオリジナルドラマ『ミライさん』主演。2019年、主演映画『おちをつけなんせ』で監督デビュー。YouTube Originals制作の『のんたれ（I AM NON）』シリーズで配信された。2019年、秋の季節を追加した映画『この世界の（さらにいくつもの）片隅に』が公開され、12月19日に行われた本映画のチャリティー試写会を天皇ご一家が鑑賞され、片淵監督と同席した。2020年、ラサール石井らのユニット「星屑の会」による人気舞台『星屑の町』シリーズをベースに制作された映画『星屑の町』に歌手を目指すヒロイン役で出演、歌唱を披露した。
2020年11月、映画『私をくいとめて』で主演を務める。原作は綿矢りさの同名小説で、橋本愛とは『あまちゃん』以来の共演となった。本作品は第33回東京国際映画祭「TOKYOプレミア2020」部門観客賞を受賞。翌年、第30回日本映画批評家大賞主演女優賞を受賞した。2021年1月に公開された映画『陶王子 2万年の旅』で語り（陶王子役）を務め、本映画は第95回文化映画部門キネマ旬報ベストテン3位を受賞した。
2021年、長編映画『Ribbon』で脚本・監督・主演を務め、特撮によるリボンアートで主人公いつかの感情を表現、第24回上海国際映画祭のGALA部門に選出された。2022年に入り劇場公開を前に日本外国特派員協会の記者会見に臨んだ。
2022年9月に主演映画『さかなのこ』が公開された。さかなクン初の自叙伝『さかなクンの一魚一会 〜まいにち夢中な人生!〜』（講談社）を沖田修一監督が映画化した。沖田監督が「性別は特に重要ではなく」と話しているように、のんが「ミー坊」（さかなクンの小学生時代の愛称）を演じる。同作で第46回日本アカデミー賞優秀主演女優賞、 第32回日本映画プロフェッショナル大賞主演女優賞を受賞。同年10月、主演映画『天間荘の三姉妹』で三姉妹の三女・たまえ役を演じる。

## 音楽活動
2017年7月、LINEモバイルのCMでアカペラを披露し話題となった、キリンジの『エイリアンズ』をカバー。
8月には、自ら代表を務める音楽レーベル「KAIWA (RE) CORD｣を発足。「WORLD HAPPINESS 2017」に出演し、限定500部の『オヒロメ・パック』を販売。
9月、EP盤『オヒロメ・パックEP』をリリース。
12月、MVを中心に配信する公式YouTubeチャンネル「のん OFFICIAL」を開設。
2018年5月、1stアルバム『スーパーヒーローズ』を発表。
2021年12月25日「のんザウルス in Zepp Tokyo 1st Last LIVE」を行い、念願のZepp Tokyoでのライブが実現した。
朗読にも取り組み、2018年に武満徹の楽曲『系図 - 若い人たちのための音楽詩』の語りを務め、アンドレア・バッティストーニ指揮東京フィルハーモニー交響楽団の演奏のもと、谷川俊太郎の詩を朗読した。同じく2018年の東京公演から坂本龍一が音楽監督を務める東北ユースオーケストラ演奏会に参加。
また、「のんとも。M」としても活動を行っており、2020年アルバム『ショーがはじまるョ!』を大友良英・Sachico Mとともにリリースした。坂本九「明日があるさ」のカバー曲を収録。『あまちゃん』で共演した小泉今日子、尾美としのりら多数の俳優陣がコーラスに参加した。

## バラエティー・イベント
2017年、故郷の兵庫県・神河町の観光名所を巡るPR動画に出演。8月の第3回全国ふるさと甲子園2017に登壇し、神河町の「行きたいまち」第3位に貢献した。9月、主演したNHK連続テレビ小説『あまちゃん』の舞台となった久慈市の「久慈秋まつり」に出演。11年経つ2022年も第二の故郷・久慈市にある久慈港のモニュメント「ケルン・鎮魂の鐘と光」を訪れた。
2021年に立ち上げたバラエティー番組『越境放送バリ』（読売テレビ）から始まった、YouTubeチャンネル「のんやろが!ちゃんねる」でさまざまな企画を配信。

## 人物

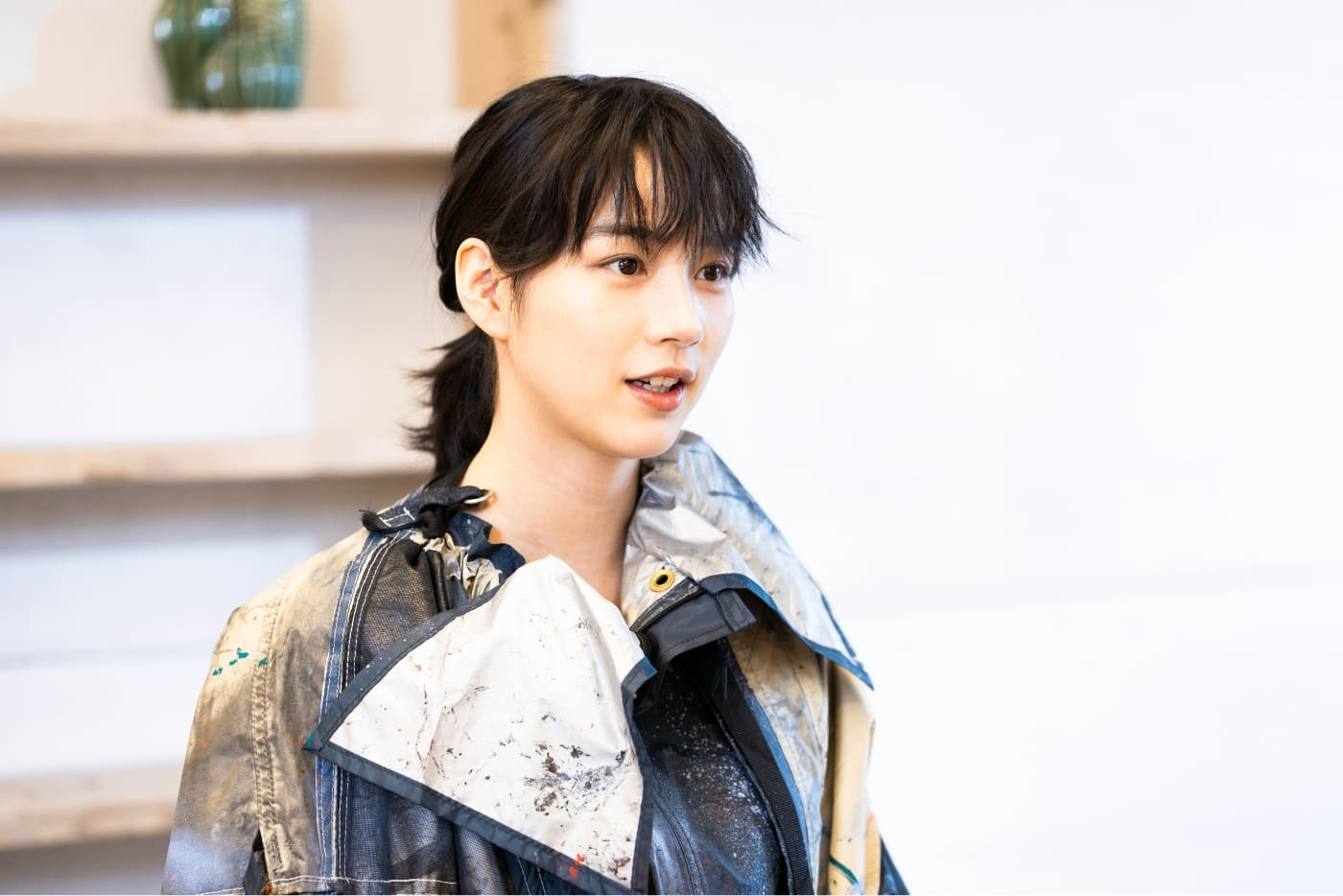
環境省エコジンインタビュー（2024年）

当初はレプロエンタテインメントに所属していた。週刊現代の取材によれば2016年6月に契約を終了している。現在、Speedy社がエージェントとなっている。
自身が作詞作曲を務めた「この街は」という楽曲は「あまちゃん」の舞台である岩手県で流すTVCMの楽曲として使用されているが、のん自身は岩手県だけではなく東北地方全体のことを想って作曲をしたと語っている。
RCサクセションとそのボーカルである忌野清志郎を最も尊敬している大好きなアーティストとして挙げており、「清志郎さんのように、切なさも明るさも、そしておちゃらけも兼ね備えた存在にいつかなりたい、と常日頃思っています。」と語っている。
ももいろクローバーZのファンでもあり、のんが『あまちゃん』で主人公・天野アキを演じた際は百田夏菜子を役作りの参考にしていたといい、「どんなアイドルなんだって考えた時に百田さんみたいになりたいなと思って研究させていただきました」と語っている。2023年の大晦日からは『ももいろ歌合戦』に出場するようになり、自身の持ち歌を披露している。また、ももクロと共に「黒い週末」「猛烈宇宙交響曲・第七楽章「無限の愛」」も歌い踊っている。

## 芸名・肩書
2016年の改名について、週刊現代はレプロエンタテインメントとのんの担当弁護士双方に取材し、「能年玲奈」の名前の使用はレプロの契約書にもとづき、双方の協議があれば使用できるが、係争がマイナスイメージになることを考えた能年側が改名を選んだと報じている。
エージェント契約するSpeedy社の社長は2023年のJ-CASTニュースの取材に対し、名前が使えないという契約書に驚き本人に伝えたところ、翌日「NON」と書いてきて「小文字（non）にすると笑顔の絵文字に見える」と「のん」改名を本人から提案されたと語っている。
芸名の「のん」は友達からの呼び名からとった。カタカナ表記や名字をつける候補もあったが、ひらがな2文字に落ち着いた。
創作あーちすとを名乗る理由については、著書『創作あーちすと NON』の中で「ビシッとしたアーティストに憧れはありますが、自分が名乗るのはおこがましい。自由にはっちゃけるための胡散臭さを保つために『あーちすと』と言っています」と語った。
2023年7月13日、30歳の誕生日に、肩書「女優・創作あーちすと」を「俳優・アーティスト」に改めた。理由について「ちょっとハードルを下げて、自分の好きなように自由にやりたかったから、『創作あーちすと』と平仮名でおとぼけていた」が、その後の活動の中で「根拠のない自信が確固たる自信に変わった」から、としている。

## 出演

### 映画
- 告白（2010年、東宝） - 桐谷修花 役[72]
- 動物の狩り方（2011年、若手映画作家育成プロジェクト） - 主演・美由紀 役[73] ※短編映画
- アバター（2011年、太秦） - 大久保凛 役[74]
- カラスの親指（2012年、20世紀フォックス映画 / ファントム・フィルム） - 河合まひろ 役[75]
- グッモーエビアン！（2012年、ショウゲート） - トモちゃん 役[76]
- ひまわり〜沖縄は忘れない あの日の空を〜（2013年、映画センター全国連絡会議 / ゴーゴービジュアル企画） - 城間加奈 役[77]
- ホットロード（2014年、松竹） - 主演・宮市和希 役[78]
- 海月姫（2014年、アスミック・エース） - 主演・倉下月海 役[79]
- おちをつけなんせ（2019年、YouTube Originals） - 主演・早池峰留見 役[80]
- 星屑の町（2020年、東映ビデオ） - ヒロイン・久間部愛 役[81]
- 8日で死んだ怪獣の12日の物語 - 劇場版 -（2020年、ノーマンズ・ノーズ） - 丸戸のん 役[82]
- 私をくいとめて（2020年、日活） - 主演・黒川みつ子 役[83]
- 陶王子 2万年の旅（2021年、プロダクション・エイシア） - 語り・陶王子 役[84]
- Ribbon（2022年、イオンエンターテイメント）-  主演・浅川いつか 役[85]
- さかなのこ（2022年9月1日、東京テアトル） - 主演・ミー坊（さかなクン）役[86]
- 天間荘の三姉妹（2022年10月28日、東映） - 主演・小川たまえ 役[87]
- 私にふさわしいホテル（2024年12月27日、日活 / KDDI） - 主演・中島加代子 役[88][89][90]
- 早乙女カナコの場合は（2025年3月14日、日活 / KDDI） - 有森樹李 役[91]
- アフター・ザ・クエイク（2025年10月3日公開予定、ビターズ・エンド） - かえるくん（声） 役[92]
- てっぺんの向こうにあなたがいる（2025年10月31日公開予定、キノフィルムズ） - 多部純子（青年期） 役[93][94]

### 配信映画
- 新幹線大爆破（2025年4月23日、Netflix） - 松本千花 役[95]

### アニメ映画
- この世界の片隅に（2016年、東京テアトル） - 主演・北條すず 役[96]
  - この世界の（さらにいくつもの）片隅に（2019年、東京テアトル）[97]

### テレビドラマ
- 新・警視庁捜査一課9係 Season2 第7話（2010年8月11日、テレビ朝日） - 一ノ瀬未来 役[98]
- 大切なことはすべて君が教えてくれた（2011年1月17日 - 3月28日、フジテレビ） - 徳永玲奈 役[99]
- 高校生レストラン（2011年5月7日 - 7月2日、日本テレビ） - 宮沢真帆 役[100]
- 怪盗ロワイヤル 第6話（2011年10月2日、TBS） - 鳩村カエデ 役[101][102]
- 鍵のかかった部屋（2012年4月16日 - 6月25日、フジテレビ） - 水城里奈 役[103]
- サマーレスキュー〜天空の診療所〜（2012年7月8日 - 9月23日、TBS） - 鈴木真子 役[104]
- 連続テレビ小説 あまちゃん（2013年4月1日 - 9月28日、NHK総合） - 主演・天野アキ 役[105][106]
  - NHK 第64回紅白歌合戦　あまちゃん 特別編（2013年12月31日、 NHK総合テレビ）[28]
- 世にも奇妙な物語'14春の特別編 『空想少女』（2014年4月5日、フジテレビ） - 主演・朝比奈薫 役[107]
- 怖い絵本 その1『いるのいないの』（原作：京極夏彦）（2020年11月1日、NHK Eテレ） - 出演・朗読[108]
- 藤子・F・不二雄 SF短編ドラマ シーズン3「換身」（2025年3月25日、NHK BSプレミアム4K）[109]
- 地震のあとで 第4話『続・かえるくん、東京を救う』（2025年4月26日、NHK総合） - かえるくん（声） 役[110]
- キャスター 第3話（2025年4月27日、TBS） - 篠宮楓 役[111]

### 配信ドラマ
- ミライさん（2018年9月8日 - 10月6日、LINE NEWS） - 主演・今野ミライ 役[112]
- 幸せカナコの殺し屋生活（2025年2月28日、DMM TV） - 主演・西野カナコ 役[113][114]
- MISS KING / ミス・キング（2025年9月29日配信予定、ABEMA） - 主演・国見飛鳥 役[115]

### テレビ番組
- のんが行く!東北ふれあい旅（2021年6・7月〈全4話〉、旅チャンネル）
- 越境放送バリ（2021年10月2日 - 12月24日、読売テレビ） - MC
- へんテナ（2022年1月2日・3日、NHK Eテレ）[116]
- かんさい熱視線 〜のん、30歳。それでも私は“荒野”をゆく〜（2023年8月25日（関西地方）  / 同年12月14日（全国）、NHK総合テレビ）[117][118]
- Dear 忌野清志郎 (2023年9月16日、NHK BSプレミアム) [119]
- ETV特集「未来へのETUDE　坂本龍一監督から東北ユースオーケストラへ」（2024年4月13日、NHK Eテレ）- 語り[120]
- スイッチインタビュー「のん×百田夏菜子」EP1、EP2（2024年5月3日・10日、NHK Eテレ）[121]
- のん×田中圭×滝藤賢一 鼎談番組（2024年12月23日、24日、日本映画専門チャンネル）
- NHK BSスペシャル「阪神淡路大震災 ある家族の30年 いまを生きること」（2025年1月16日、NHK BS）- ナレーション[122]
- 絶景の三陸を走る 〜復興をたどる3日間130キロ〜（2025年3月9日、NHK BS）- 語り[123]
- おばんですいわて「Dear さんてつ 〜40年 ありがとう〜」（2025年4月24日、NHK盛岡）- 手紙の朗読

### 配信番組
- カラフル〜笑いの力で77億再生〜（2020年9月11日配信、Amazon Prime Video） - MC
- のんやろが!チャンネル（2021年9月20日 - 、Youtube）

### テレビアニメ
- 鬼平 第12話「あきれた奴」（2017年、時代劇専門チャンネル、テレビ東京） - おたか 役
- かいじゅうステップ ワンダバダ 第2シーズン （2020年 - 2021年、NHK Eテレ） - ムゲちゃん 役[124]

### 配信アニメ
- ポケモンコンシェルジュ（2023年、Netflix） - 主演・ハル 役[125]

### ゲーム
- クイズマジックアカデミー ロストファンタリウム（2018年） - 識神メティス 役[126]

### 吹き替え
- ロラックスおじさんの秘密の種（2012年、東宝東和） - オードリー 役[127]
- マロナの幻想的な物語り（2020年、リスキット） - 主演・マロナ 役[128]

### ラジオ番組
- SCHOOL OF LOCK! 「GIRLS LOCKS!」（2012年4月 - 2015年10月、TOKYO FM） - 第4週目パーソナリティー[129]
- のんのにっぽんのごはん（2020年4月 - 2021年3月、文化放送）[130]
- INNOVATION WORLD ERA（2020年4月 - 、J-WAVE） - 第3日曜ナビゲーター[131]
- 夏の朗読音楽会♪「セロ弾きのゴーシュ」（2022年8月17日、NHK-FM） - 朗読[132]

### 舞台
- 朗読劇 『LOVE LETTERS』（2017年、イオンシネマ シアタス調布） - メリッサ 役[133]
- 朗読劇「全国へゆこうか！朗読ジャーニー『詠む読む』〜 坂元裕二の詠む言葉と満島ひかりは読む旅にでる〜」 - 第2部ゲスト（2019年3月29日、神奈川・海老名市文化会館）[134]
- 私の恋人（2019年8月28日 - 9月8日、東京・本多劇場 / 8月9日 - 10日、兵庫県立芸術文化センター / 8月17日 - 18日、福岡・大野城まどかぴあ / 岩手・山口・鹿児島）[135]
  - 私の恋人beyond（2022年6月30日 - 7月10日、東京・本多劇場 / 北海道、青森、岩手、愛知）[136]
- シブヤデアイマショウ（2021年4月18日 - 25日、Bunkamuraシアターコクーン）[137]
- 大パルコ人〈4〉マジロックオペラ『愛が世界を救います（ただし屁が出ます）』（2021年8月9日 - 31日、東京・PARCO劇場  / 9月4日 - 12日、大阪・クール・ジャパン・パーク / 9月15日 - 17日、宮城・電力ホール） - 主演[138]

### 演奏会
- 系図 - 若い人たちのための音楽詩（2018年、東京フィルハーモニー交響楽団）[54] - 語り （#参加楽曲・アルバムの節も参照）
- 東北ユースオーケストラ演奏会（2018年東京公演、2019年・2022年盛岡公演） - 朗読[55][139][140]

### ナレーション
- 生賴範義展 THE ILLUSTRATOR（2018年、上野の森美術館） - 公式ナビゲーター[141]
- ピーター・ドイグ展（2020年、東京国立近代美術館） - 音声ガイドナビゲーター[142]
- Hello! Super Collection 超コレクション展 - 99のものがたり -（2022年、大阪中之島美術館）- 音声ガイド[143]

### ミュージック・ビデオ
- チュール「その瞳、意味深」（2012年）
- スチャダラパーとEGO-WRAPPIN'「ミクロボーイとマクロガール」（2017年）[144]
- 堀込泰行「WHAT A BEAUTIFUL NIGHT」（2018年）[145]
- 矢野顕子「音楽はおくりもの」（2021年）[146]
- サンボマスター「ボクだけのもの」（2022年）[147]
- KANA-BOON「ソングオブザデッド」（2023年）

### PV出演
- 映画雑誌『映画秘宝』復活動画『HIHO RETURNS』（2020年）[148]
- 映画『[Ribbon』応援スペシャル映像『映画と生きる 映画に生きる』（2021年）[149]

## 監督作品
- おちをつけなんせ（2019年、YouTube Originals）- 脚本・主演（早池峰留見 役）[80]
- Ribbon（2022年、イオンエンターテイメント）- 脚本・主演（浅川いつか 役）[85]

## 個展
- “のん”ひとり展 - 女の子は牙をむく- （2018年4月19日 - 5月8日、GALLERY X BY PARCO・渋谷 / 6月7日 - 26日、大阪・梅田LOFT / 10月5日 - 16日、広島・PARCO / 10月26日 - 11月18日、宮城・仙台PARCO）[150][151][152][153]
- のん Ribbon展  不気味で、可愛いもの。（2022年3月4日 - 14日、GALLERY X BY PARCO・渋谷）[154]
  - オンライン展覧会（2022年3月7日 - 31日、PARCO ART webサイト）[155]

## 展覧会
- フランス国民美術協会 "Salon des Beaux Arts 2017"（2012年12月7日 - 10日、パリ・Carrousel du Louvre）[156]
- やんばるアートフェスティバル 2021-2022 『ちょうちょとカジュマル』（2021年12月18日 - 2022年1月16日、沖縄本島北部・オクマ プライベートビーチ&リゾート）[157]

## ディスコグラフィ

### EP／シングル
| 発売日         | タイトル                   | 収録曲 | 規格             | 規格品番   | 備考 |
| -------------- | -------------------------- | --- | ---------------- | ---------- | --- |
| 2017年8月6日   | オヒロメ・パックEP         | 1. タイムマシンにおねがい 2. I LIKE YOU                                                                           | カセットテープ   |            | 高橋幸宏、小原礼、佐橋佳幸、Dr. kyOn（元BO GUMBOS）、仲井戸“CHABO”麗市が参加 カセットテープ：ライブイベント「WORLD HAPPINESS 2017」の会場で500部限定発売。名刺などが同梱された アナログ盤：1500枚限定 |
| 2017年9月6日   | オヒロメ・パックEP         | 1. タイムマシンにおねがい 2. I LIKE YOU                                                                           | アナログレコード | KRCA-00001 | 高橋幸宏、小原礼、佐橋佳幸、Dr. kyOn（元BO GUMBOS）、仲井戸“CHABO”麗市が参加 カセットテープ：ライブイベント「WORLD HAPPINESS 2017」の会場で500部限定発売。名刺などが同梱された アナログ盤：1500枚限定 |
| 2017年11月22日 | スーパーヒーローになりたい | 1. スーパーヒーローになりたい 2. へーんなのっ 3. I LIKE YOU 4. タイムマシンにおねがい（WORLD HAPPINESS 2017 MIX） | CD＋DVD          | KRCD-00001 | |
| 2017年11月22日 | スーパーヒーローになりたい | 1. スーパーヒーローになりたい 2. へーんなのっ 3. I LIKE YOU 4. タイムマシンにおねがい（WORLD HAPPINESS 2017 MIX） | CD               | KRCD-00002 | |
| 2018年1月1日   | RUN!!!                     | 1. RUN!!! 2. ストレート街道                                                                                       | CD＋DVD          | KRCD-00003 | DVDに、女子美術大学学園祭LIVE収録 |
| 2018年1月1日   | RUN!!!                     | 1. RUN!!! 2. ストレート街道                                                                                       | CD               | KRCD-00004 | DVDに、女子美術大学学園祭LIVE収録 |
| 2018年5月2日   | わたしはベイベー           | 1. わたしはベイベー                                                                                               | アナログレコード | KRCA-00002 | アルバム『スーパーヒーローズ』の先行アナログ盤 |

### 配信限定リリース曲
| 発表日         | 曲名               | 作詞・作曲                 | 備考                                            |
| -------------- | ------------------ | -------------------------- | ----------------------------------------------- |
| 2017年7月13日  | エイリアンズ       | 堀込泰行                   | キリンジ曲のカバー                              |
| 2019年11月14日 | わたしは部屋充     | 柴田隆浩（忘れらんねえよ） |                                                 |
| 2019年12月14日 | クリスマスソング   |                            |                                                 |
| 2020年10月3日  | ナマイキにスカート | ノマアキコ、ユウ           | 『ナマ・イキVOICE』（鹿児島テレビ）テーマソング |
| 2025年1月25日  | 春よ受けて立つ     | のん、ひぐちけい           |                                                 |

### 映像作品（音楽関連）
| 発売日       | タイトル                                               | 収録曲 | 規格              | 規格品番  | 備考          |
| ------------ | ------------------------------------------------------ | --- | ----------------- | --------- | ------------- |
| 2018年5月9日 | のん、KAIWA フェス Vol.1 〜音楽があれば会話ができる!〜 | 1. スーパーヒーローになりたい 2. あることないこと 3. 正直者はゆく 4. ストレート街道 5. I LIKE YOU 6. へーんなのっ 7. RUN!!! | DVD＋フォトブック | LNBM-1256 | 初のライブDVD |

### 参加楽曲・アルバム
- ゆっくり飛んでけ（2018年10月31日）： 近田春夫のアルバム『超冗談だから』の収録曲。のんが楽曲提供・ギターを担当[161]。編曲は岡田ユミとSOLEIL。2021年に行われたライブ「のんザウルス in Zepp Tokyo 1st Last LIVE」でカジヒデキの『ノンノン・ソング』とともに演奏された[53]。
- 系図 - 若い人たちのための音楽詩（2018年5月21日・22日収録、10月24日）：武満徹の楽曲。谷川俊太郎の詩が用いられている。バッティストーニ指揮東京フィルハーモニー交響楽団の演奏に語りとして参加。チャイコフスキー『交響曲第6番《悲愴》』とカップリングで収録[54]。
- ノンノン・ソング（2019年6月5日）：カジヒデキのアルバム『GOTH ROMANCE』の収録曲[162]。デュエット。
- Parallel Ribbons（2022年4月13日）：ひぐちけい feat.のんによる、映画『Ribbon』のインスピレーション盤[163]。『ribbon』『鮮やかな日々』にて作詞。『ribbon』のOfficial Lyric Videoは、歌詞の背景に映画『Ribbon』のコミック化を担当したエムタロの原画が使われた。
- no worries（2025年4月9日）：ROCKETMAN feat.のんによる配信シングル。作詞曲ふかわりょう、編曲ふかわりょう／小西康陽[164]。

### Official Music Video
- スーパーヒーローになりたい（ショートバーション）（2017年12月31日）[165]
- 私はベイベー（2018年5月8日）[166]
- RUN!!!（2018年12月27日）[167]
- 涙の味、苦い味（2019年6月8日）[168]
- わたしは部屋充（2019年12月4日）[169]
- ナマイキにスカート（2020年12月17日）[170]
- のんとも。M 『lalalaにちようび』（2020年7月24日）[171]
- のんとも。M『明日があるさ』（2020年11月17日）[172]

## 広告などへの起用

### CM
- カルピスウォーター（2012年 - 2015年）[173]
- KOSÉ「瞳の先に」編（2013年 - 2014年）[174]
- アサヒフードアンドヘルスケア 果実ドルチェ「パティシエ」編（2013年）[175]
- ENEOS（2014年 -2015年）[176]
- ドラゴンクエストモンスターズスーパーライト（2014年 - 2015年）[177]
- かんぽ生命保険（2014年 - 2016年）「人生は、夢だらけ。」篇[178]
- LINEモバイル（2017年 - 2018年）「愛と革新。LINE MOBILE デビュー」篇 /「愛と革新。LINE MOBILE 交差点」篇[179]
- 香港メンソレータム社「肌ラボ」キャンペーン 「極潤　保湿化粧水」篇（2018年9月 - ）[180]
- ユニクロ （2019年 - 2020年）カーブパンツ（全世界広告, Web CM）[181]
- マルコメ 『料亭の味 米麦合わせ ふたりでおやすみ篇』 （2019年 - 2021年） - 声の出演[182]
- CAMPFIRE（2019年 - 2020年）[183]
- ラクスル 「チラシだけじゃない篇」（2019年 - ）[184]
- 神戸新聞イメージキャラクター（2019年3月 - 2020年3月）[185]
- JA全農いわて  いわて純情米「一度でいいから食べてみて」篇 - 新津ちせと共演（2021年）[186]
- スターキャット「スターキャット光」（2021年 - ）[187]
- 岩手銀行 「ずっとをもっと」篇（2022年 - ）[188]
- 映画『さかなのこ』劇場マナーCM（2022年 - ）[189]
- 毎日新聞社「のんと毎日新聞 劇場ステージ編」（2022年 - ）[190]
- ホワイトエッセンス（2022年 - ）[191]
- ENECHANGE「エネチェンジの唄」篇 /「耳寄りな話」篇（2022年 - ）[192]
- アップルオートネットワーク（2023年 - ）[193]
- 国民年金基金（2023年 - ）[194]
- 赤城乳業「かじるバターアイス」『のんかじバタかじるのん』篇（2023年 - ）[195]
- フィネス「のんとサジーベリー　甘くないぜ！人生は。」篇（2024年 - ）[196]

### アンバサダー・イメージキャラクター
- プレミアムe-Bike “BESV”ブランドアンバサダー（2017年- ）[197]
- Café de Paris "My Sparkling Time" Decorated by のん（2019年、サナギ新宿前）[198]
- 恋活・婚活マッチングアプリ「Omiai」アンバサダー（2020年 - ）[199]
- クリニエンス（2021年、Web）[200]
- ゴディバ2021 バレンタイン コレクション「きらめく想い」[201]
- 小泉成器  KOIZUMI BEAUTY 2021AW Brand Movie「だらけガールとご自愛ひつじ」篇（2021年 - 、Web）[202]
- タイガー魔法瓶 のんオリジナルアートボトル ART BOTTLE × Ribbon（2022年）[203]
- 第2のふるさとプロジェクト「くじのん〜久慈のんびり旅〜」応援マネージャー（2022年 - ）[204]
- ニッスイ 「さけ・サーモン プレゼントキャンペーン」（2023年 - ）[205]

### ビジュアルモデル
- LAGUNAMOON 2020 "SPRING＆SUMMER DRESSBOOK" [206]
- Ground Y × NON - Animal pop art Collection - （2020年）[207]
- ANREALAGE WEARABLE MICKEY COLLECTION（2021年 -、Web）[208]
- 「MARNI」2022年春夏Vol.1 ウィメンズコレクション（2021年）[209]
- KBF with NON 2022 SPRING/SUMMER コレクション[210]
- LOEWEアイコンバッグ「アマソナ 16 スクエア」2022年秋冬プレコレクション[211]
- マックスマーラ 2024年秋冬ブランドキャンペーン[212]
- spoken words project「PAMM」（2025年） - メインビジュアル

## ライブ・イベント

### フェス・イベント出演
- WORLD HAPPINESS 2017（葛西臨海公園汐風の広場） - スペシャルゲスト
- 札幌国際芸術祭 2017（モエレ沼公園） - スペシャルゲスト
- のん、KAIWAフェス Vol.1〜音楽があれば会話が出来る！〜（2017年、恵比寿ガーデンホール）
- オハラ☆ブレイク′18夏（猪苗代湖畔 天神浜） - ゲスト（コトリンゴとの共演）
- 毎日がクリスマス2018・2019（横浜赤レンガ倉庫）
- 忌野清志郎ロックン・ロール・ショー（2019年、日比谷野外大音楽堂）
- NON OUCHI DE MIRU LIVE（＃のんおうちで観るライブ）Vol.1 - Vol.14（2020年 - 2022年）
- のんザウルス in Zepp Tokyo 1st Last LIVE（2021年）
- Billboard JAPAN Women In Music vol.1 Supported by CASIO（2023年11月3日 、日比谷公園大音楽堂）

## 書籍
著書
- キュートなうさちゃん。ヒゲの会［改訂版］（2024年2月、スピーディ）

写真集
- NHK連続テレビ小説 あまちゃん 能年玲奈 featuring 天野アキ 完全保存版（2013年、NHK出版）ISBN 978-4-14-081611-0
- 能年玲奈1stフォトブック「ぐりぐりぐるみ」（2014年、集英社）ISBN 978-4-08-780727-1
- のん、呉へ。2泊3日の旅 〜「この世界の片隅に」すずがいた場所〜（2016年、双葉社）ISBN 978-4-575-31210-2

アートブック
- 創作あーちすと NON（2017年、太田出版）ISBN 978-4-7783-1568-9
- 女の子は牙をむく（2018年、パルコ）ISBN 978-4-86506-263-2
- Lula BOOKS Non（2023年、Lula BOOKS）

雑誌連載

- ニコラ（2006年10月号 - 2010年5月号、新潮社） - 専属モデル
- “のん”のノンストップ!女優業!!（2016年11月 - 2017年10月、朝日新聞）
- 女優・のんのコミック感想文 のんびりーでぃんぐ（2017年2月 - 8月、朝日新聞）
- 映画秘宝 「ヒーローになりたい!」（2017年9月 - 、洋泉社）

## 受賞歴
2006年度
- 第10回ニコラ読者モデルオーディション グランプリ

2012年度
- 第37回報知映画賞 新人賞『カラスの親指』

2013年度
- 東京ドラマアウォード2013 主演女優賞『あまちゃん』
- 第26回小学館DIMEトレンド大賞 話題の人物賞
- 第78回ザテレビジョンドラマアカデミー賞 主演女優賞『あまちゃん』

2014年度
- 第38回エランドール賞 新人賞（2014年）（『あまちゃん』『グッモーエビアン!』）
- 第22回橋田賞 新人賞『あまちゃん』
- 第17回日刊スポーツドラマグランプリ主演女優賞『あまちゃん』
- 第6回TAMA映画賞 最優秀新進女優賞『ホットロード』
- 第27回日刊スポーツ映画大賞・石原裕次郎賞 新人賞『ホットロード』
- 第38回日本アカデミー賞 新人俳優賞『ホットロード』
- 第31回浅草芸能大賞 新人賞

2016年度
- 第38回ヨコハマ映画祭 審査員特別賞『この世界の片隅に』
- 第31回高崎映画祭 ホリゾント賞『この世界の片隅に』（片渕須直監督と共同受賞）
- 第21回日本インターネット映画大賞
  - 主演女優賞『この世界の片隅に』
  - ベストインパクト賞『この世界の片隅に』（片渕須直監督と共同受賞）

- 2016年度全国映連賞 女優賞『この世界の片隅に』
- 第11回声優アワード特別賞『この世界の片隅に』
- 第71回毎日映画コンクール 女優主演賞ノミネート『この世界の片隅に』
- 第26回東京スポーツ映画大賞 主演女優賞ノミネート『この世界の片隅に』
- LINE Creators Stamp AWARD2016 芸能人特別賞
- LINE BLOG OF THE YEAR 2016 話題賞（BEST）

2017年度
- 第65回菊池寛賞『この世界の片隅に』に関わったチーム一同
- 57th ACC TOKYO CREATIVITY AWARDS ACCゴールド『LINEモバイル 愛と革新。（デビュー）篇/LINEモバイル 愛と革新。（交差点）篇』
- LINE BLOG OF THE YEAR 2017 グランプリ

2020年度
- 第30回日本映画批評家大賞 主演女優賞『私をくいとめて』

2022年度
- 新藤兼人賞 最終ノミネート『Ribbon』
- 第46回日本アカデミー賞 優秀主演女優賞『さかなのこ』
- 第32回日本映画プロフェッショナル大賞 主演女優賞『さかなのこ』

2024年度
- 第16回伊丹十三賞

## 関連書籍
- 中森明夫『午前32時の能年玲奈』（2013年、河出書房新社） - 『あまちゃん』と能年を軸にしたアイドル論の表題作を含む文化批評集。ISBN 978-4-309-02224-6
- 高野寛『対談集 夢の中で会えるでしょう』（2018年、mille books） - 対談相手の1人。ISBN 978-4-902744-93-4